# Elisabeth Mac
Jørgine Theodora Elisabeth Mac, f. Jørgensen (6. januar 1886 – 2. januar 1919)  var en dansk agitator, politiker, kontorassistent, skribent og fagforeningsaktiv. Hun var datter af vaskeriejer Theodor Christian Jørgensen (1855-1936) og Elin Cederholm (1847-98). Elisabeth Mac var både politisk aktiv i fagbevægelsen og i partipolitik, hvor hun blev kvindesagsforkæmper. 

## Fagpolitisk arbejde
Elisabeth tog en kontoruddannelse og fik arbejde som kontorassistent. Hun blev aktiv i fagbevægelsen som medlem af Kontormedhjælpernes Afdeling i København, en afdeling under Centralorganisationen af danske Handels- og Kontormedhjælperforeninger (HK). Hun skrev i fagbladet Dansk Handels- og Kontormedhjælper-Tidende. 
Elisabeth blev medlem af bestyrelsen, og fra 1910 blev hun næstformand for afdelingen Handels- og Kontormedhjælpernes Fagforening. Hun rejste i 1909 til Fyn og Jylland, og var en vellykket hovedtaler på medhjælperstævne i Sydjylland på Skamlingsbanken. 

## Politisk virke
Elisabeth var anarkist og startede sit politiske virke i Socialdemokratisk Ungdomsforbund (SUF). Hun mødte sin kommende mand Reinhold Mac i SUF, som hun senere stiftede oplysningsforeningen Socialistklubben med.   
I 1908 blev hun den første formand for den Socialdemokratiske Kvindeforening. Hun var formand indtil 1910.  Hun var i egenskab af formand med til at arrangere den anden internationale socialistiske kvindekonference i København 1910, hvor kvinder fra 17 forskellige lande deltog herunder Clara Zetkin og Rosa Luxemburg, som stillede forslag om en international dag for kvinder. Konferencen blev afholdt på Jagtvej 69 den 26.-27. august 1910. Hovedpunkterne for konferencen var fastlæggelse af taktik til styrkelse af det internationale samarbejde mellem socialistiske kvinder, midler og taktik til at sikre den kvindelige stemme- og valgret, og samfundet omsorg for mor og barn. Elisabeth berettede om den socialistiske kvindebevægelse i Danmark og sagde blandt andet: "Vi spørger de store Nationer: Vil de føre an i Kvindebevægelsen? Vi er rede til at følge, hvor de fører os - frem i Kampen mod Kvindens Undertrykkelse og for fuld Borgerret".
Journalisten Kristian Dahl beskriver Elisabeth til kongressen i Politiken: "Men Fru Mac, der taler flydende Engelsk og optræder med en klædelig Blanding af Sikkerhed og kvindelig Beskendenshed, klarer Situationen med Glans". 
Elisabeth og hendes mand forlod politik omkring 1912. 